# Андре Лакос
Андре Лакос (нім. André Lakos; 29 липня 1979, Відень, Австрія) — австрійський хокеїст, захисник. 
Вихованець хокейної школи ВАТ Штадлау. Виступав за «Toronto St. Michael’s Majors» (ОХЛ), «Беррі Колтс» (ОХЛ), «Олбані Рівер-Ретс» (АХЛ), «Юта Гріззліз» (АХЛ), «Огаста Лінкс» (ECHL), «Відень Кепіталс», «Ред Булл» (Зальцбург), «Х'юстон Аерос» (АХЛ), «Фер'єстад» (Карлстад), «Трактор» (Челябінськ), «Кельнер Гайє», «Лангнау Тайгерс», «Орлі Зноймо», «Бад Тельц», «Ґрац 99-ерс», «Кладно»,.
У складі національної збірної Австрії учасник зимових Олімпійських ігор 2002 (4 матчі, 0+0), учасник чемпіонатів світу 1999, 2000, 2002, 2003, 2004, 2005, 2006 (дивізіон I), 2007 і 2009 (48 матчів, 7+8). У складі молодіжної збірної Австрії учасник чемпіонату світу 1997 (група C). 
Брат: Філіпп Лакос.
Досягнення
- Чемпіон Австрії (2007, 2010, 2011)
- Срібний призер Континентального кубка (2011).